# Hippotion phoenyx
Hippotion phoenyx är en fjärilsart som beskrevs av Herrich-Schäffer 1856. Hippotion phoenyx ingår i släktet Hippotion och familjen svärmare. Inga underarter finns listade i Catalogue of Life.